# 新界區專線小巴809K線
新界區專線小巴809K線是由冠志實業有限公司營辦的一條綠色專線小巴路線，以循環線形式往返沙田站（排頭街）及作壆坑村。

## 歷史
- 1997年1月3日：投入服務，同時開辦輔助線809A，循環往返沙田站（排頭街）至乙明邨。
- 2010年6月6日：與輔助線809A合併，往沙田站（排頭街）方向繞經沙角街（博康邨）及乙明邨街[2][3]。
- 2018年6月25日：809K線往沙田站方向改為不經乙明邨街及沙田大會堂。[4]
- 2020年9月14日至12月13日：809K線試行改經沙角街及逸泰街，即於沙角街加設分站，然後返回原有路線前往作壆坑村。[5]

## 行車路線
- 沙田站（排頭街）開：經排頭街，沙田鄉事會路，大涌橋路，圓洲角路，崗背街，沙角街，水泉坳街，窰圍街，水泉坳街，香港女童軍博康營地外掉頭迴旋路，水泉坳街，沙角街，乙明邨街，沙角街，崗背街，圓洲角路，大涌橋路，沙田鄉事會路及排頭街。

## 服務時間及班次
- 每日由沙田站（排頭街）開出：06:30-23:30（30分鐘）

## 收費
| 路程／登車站                       | 收費 |
| ---------------------------------- | ---- |
| 全程收費                           | $5.3 |
| 由沙田站（排頭街）往麗豪酒店       | $3.7 |
| 由麗豪酒店往博康邨博泰樓           | $3.7 |
| 由博康邨博泰樓往香港女童軍博康營地 | $3.7 |
| 由謝屋村往博康邨博泰樓             | $3.7 |
| 由河畔花園往沙田站（排頭街）       | $3.7 |

| - 本線設有12歲以下小童及65歲或以上長者半價優惠。 - 65歲或以上香港居民使用「樂悠咭」，以及12歲以下合資格殘疾兒童使用「殘疾人士身份」個人八達通繳付車資，均可享有每程$2.0或半價（以較低者為準）的票價優惠；12至64歲合資格殘疾人士使用「殘疾人士身份」個人八達通（包括「樂悠咭」），以及60至64歲香港居民使用「樂悠咭」繳付車資，均可享有每程$2.0或全費（以較低者為準）的票價優惠。 - 65歲或以上長者如使用長者或一般個人八達通繳付車資，則只可享有半價優惠；12至64歲合資格殘疾人士如不使用「殘疾人士身份」個人八達通，以及60至64歲人士如不使用「樂悠咭」繳付車資，必須繳付全費。 - 乘客可以現金或八達通於上車時付款，不設找續。 |

## 使用狀況
此線曾是作壆坑村一帶的主要對外路線，惟自從水泉澳邨入伙以後，該村村民可以前往該邨乘搭其他交通工具出入，令此線客量不斷下降。營運商更私下削減此線班次，實際上需要約30-50分鐘才等來一班車，不符合服務詳情表的要求。